# Warszawa-opstanden
Warszawa-opstanden (polsk: powstanie warszawskie) var et væbnet oprør under anden verdenskrig, anført af den polske Hjemmehær (Armia Krajowa), med det mål at befri Warszawa fra den tyske besættelse og det nazistiske styre. Det var det største væbnede oprør i det besatte Europa under krigen.
Oprøret begyndte 1. august 1944, som del af en national opstand, Operation Burza. De polske tropper modstod de tyske styrker frem til 2. oktober (63 dage i alt). Tabene på polsk side var 18 000 dræbte og 25 000 sårede soldater, og over 250 000 dræbte civile, hovedsageligt i massehenrettelser udført af fremrykkende tyske tropper. Tabene på tysk side udgjorde over 17 000 dræbte og 9000 sårede soldater. Efter den urbane krigsførelse – og efter oprørets fald, påbegyndte de tyske styrker efter Hitlers ordre en systematisk afbrænding af byen, kvarter efter kvarter – indtil 85 % af byen var blevet jævnet med jorden. Hele den tilbageværende civilbefolkning blev fordrevet og sendt til tyske koncentrationslejre eller arbejdslejre i Tyskland.
Opstanden skete i et afgørende øjeblik under krigen, da Den røde hær nærmede sig Warszawa. 16. september 1944 nåede hæren således et punkt indenfor femhundrede meters afstand fra byen, på den anden side af floden Wisła, men rykkede ikke videre, og oprørerne ventede således forgæves på hjælp.